# حاجی مصطفی‌لی
حاجی مصطفی‌لی (به ترکی آذربایجانی: Hacımustafalı) یک منطقه مسکونی در جمهوری آذربایجان است که در شهرستان ایمیشلی و در دهستان جعفرلی واقع شده است. حاجی مصطفی‌لی ۸۸ نفر جمعیت دارد.